# پسوریازیس
پسوریازیس (به فرانسوی: psoriasis) یا صدفک، بیماری پوستی مزمن خودایمنی است. این بیماری هنگامی رخ می‌دهد که دستگاه ایمنی بدن سیگنال‌های اشتباهی می‌فرستد. این سیگنال‌ها باعث افزایش سرعت چرخهٔ رشد سلول‌های پوست می‌شود؛ یعنی افزایش بیش از حد سلول‌های پوستی از میزان ریختن آن‌ها. پسوریازیس واگیردار نیست.
پنج نوع اصلی پسوریازیس، پلاکی، خالدار، معکوس، پوسچولار و اریترودرمیک می‌باشد. شایع‌ترین آن پسوریازیس پلاک‌مانند است که با ناحیه‌هایی قرمزرنگ با پوششی نقره‌ای و سفید از سلول‌های مردهٔ پوست مشخص می‌شود. پسوریازیس در هر نقطه‌ای از بدن مانند زانو، آرنج، پوست سر و کف دست و پا می‌تواند مشاهده شود و با سایر شرایط جسمی جدی مانند دیابت، بیماری‌های قلبی و افسردگی در ارتباط است. حدود ۳۰ درصد از افراد مبتلا به پسوریازیس به آرتریت پسوریاتیک مبتلا می‌شوند.
باور بر این است که پسوریازیس مرتبط با دستگاه ایمنی بدن و یک بیماری ژنتیکی است و محرک‌های آن استرس، صدمه به پوست، برخی داروها و عفونت می‌باشد. پسوریازیس اغلب در سنین جوانی شروع می‌شود، اما می‌تواند در هر سنی از دوران نوزادی تا سنین کهولت شروع شود. زنان و مردان تقریباً به یک نسبت به این بیماری مبتلا می‌شوند.
این بیماری درمان قطعی ندارد، اما داروهای بسیاری وجود دارند که با استفاده از آنها، پسوریازیس کنترل می‌شود.
انواع روش‌های کنترل پسوریازیس عبارتند از: درمان‌های موضعی، نور درمانی، داروهای سیستمیک، بیولوژیک و طب مکمل و جایگزین. پسوریازیس اگر چه آزار دهنده است ولی در صورت درمان مناسب و رعایت دستورهای پزشکی، می‌توان با آن کنار آمد و بیماری را کنترل کرد. حدود ۲٪ و بیش از ۱۲۵ میلیون نفر در سراسر جهان پسوریازیس دارند و ۲۹ اکتبر (۷ آبان) روز جهانی پسوریازیس می‌باشد.

## بیماری‌زایی

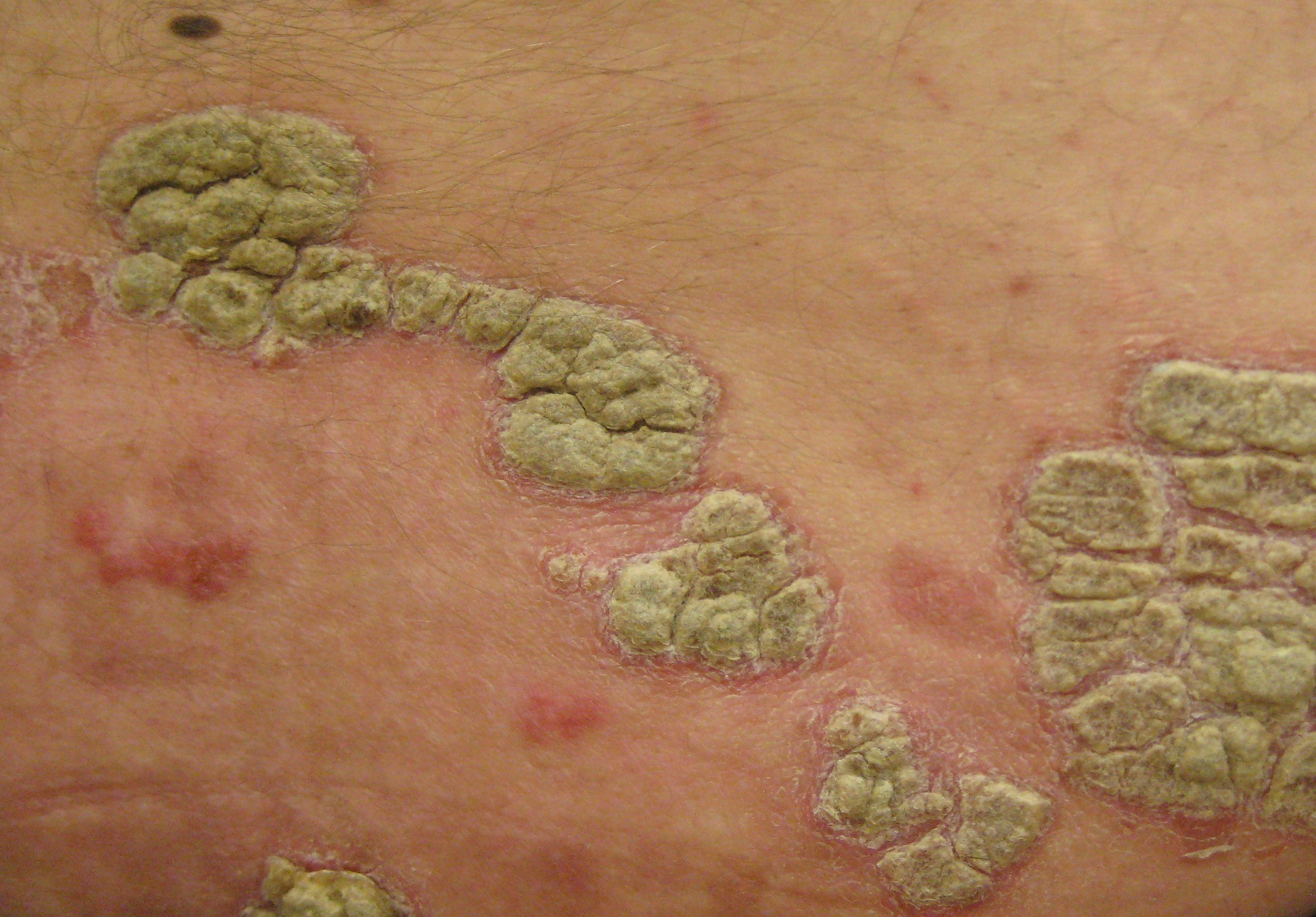
پسوریازیس

پسوریازیس یک بیماری مرتبط با دستگاه ایمنی بدن است. در طی این بیماری دستگاه ایمنی با ارسال سیگنال‌های معیوب موجب تسریع رشد سلول‌های پوست می‌شود. در واقع در حالت عادی سلول‌های پوست به‌طور دائم از لایه‌های زیرین به طرف سطح حرکت کرده، در آنجا هسته‌های خود را از دست داده و به صورت پوسته‌های مرده از بدن دفع می‌شوند. این روند به‌طور معمول حدود یک ماه به طول می‌انجامد، اما در جریان پسوریازیس، چرخهٔ حیات سلول‌های پوست بر اثر همان اشکالات دستگاه ایمنی، سرعت یافته، در نتیجه چندین لایه سلول مرده در سطح پوست تجمع پیدا می‌کنند که همان پوسته‌های پسوریازیس را تشکیل می‌دهند.

## علائم
علائم پسوریازیس می‌تواند بین افراد مختلف، متفاوت باشد و شامل یک یا چند از نشانه‌های زیر شود:
- تکه‌های قرمز روی پوست که با فلس‌های نقره‌ای پوشیده شده‌است.
- نقاط کوچک پوسته پوسته شده (معمولاً در کودکان دیده می‌شود).
- پوست خشک و ترک خورده که ممکن است خون‌ریزی هم بکند.
- خارش و سوزش در نقاطی از پوست.
- ناخن ضخیم، سوراخ شده یا برآمده.
- مفاصل متورم و سفت شده (آرتریت پسوریاتیک).[۹]

## تشخیص
پسوریازیس اغلب با معاینه بالینی تشخیص داده می‌شود و هیچ تست خونی برای تشخیص آن وجود ندارد، هر چند گاهی انجام برخی آزمایش‌ها برای یافتن علل شعله‌ورکنندهٔ آن ضروری است. در هر حال در موارد مشکوک، می‌توان از بیوپسی پوست استفاده کرد. در این روش پزشک با بریدن تکهٔ کوچکی از پوست و بررسی آن زیر میکروسکوپ، بیماری را تشخیص می‌دهد.
پسوریازیس ممکن است با درماتیت (اگزما) اشتباه گرفته شود.

## انواع پسوریازیس
پنج نوع پسوریازیس وجود دارد. یادگیری بیشتر در مورد نوع پسوریازیس، خود کمک خواهد کرد که بهترین درمان برای شما تعیین شود.

### پسوریازیس پلاکی

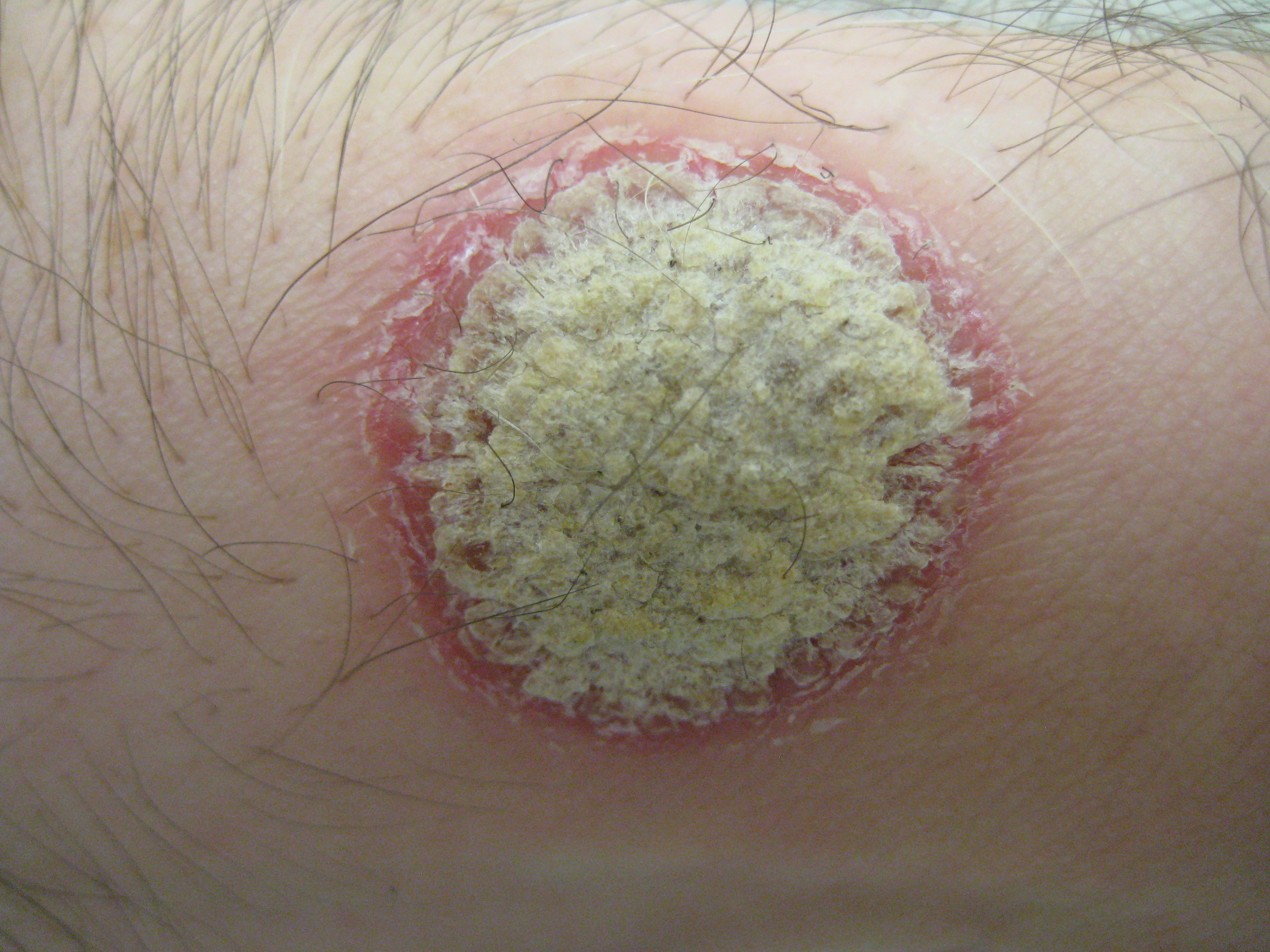
پلاک پسوریازیس یک مرکز نقره‌ای احاطه‌شده با مرز قرمز است.

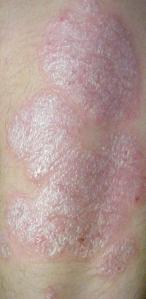
بازوی فردی پوشیده از پسوریازیس پلاکی

پسوریازیس پلاکی (Plaque Psoriasis) (پسوریازیس والگاریس) رایج‌ترین شکل از بیماری است و به صورت تکه‌های برآمده و قرمز پوشش داده شده با یک لایهٔ سفید نقره‌ای از سلول‌های پوست مرده به نظر می‌رسد. این تکه یا پلاک اغلب در پوست سر، زانو، آرنج و کمر ظاهر می‌شود. آن‌ها اغلب خارش‌دار و دردناک هستند، و می‌توانند خون‌ریزی کنند.

### خالدار
پسوریازیس خالدار (Guttate) یا قطره‌ای یک نوع از پسوریازیس است که به صورت ضایعات نقطه مانند کوچک به نظر می‌رسد. پسوریازیس خالدار اغلب در دوران کودکی یا جوانی شروع می‌شود، و می‌تواند توسط یک عفونت استرپتوکوکی باعث شده باشد. این نوع شایع‌ترین پسوریازیس، پس از پسوریازیس پلاکی است. حدود ۱۰ درصد از افرادی که به پسوریازیس مبتلا می‌شوند، پسوریازیس خالدار دارند.

### معکوس
پسوریازیس معکوس (Inverse) یا فلکسورال به صورت ضایعات قرمز در روی بدن مانند پشت زانو، زیر بغل یا در کشاله ران است. ممکن است صاف و براق به نظر برسد. بسیاری از مردم از نوع دیگری از پسوریازیس در جای دیگر در بدن در همان زمان مبتلا هستند. همچنین این نوع از پسوریازیس ممکن است با عفونت‌های ناشی از کاندیدا، استرپتوکوک و درماتوفیت اشتباه گرفته شود.

### پوسچولار
پسوریازیس پوسچولار (Pustular) یا چرک‌دانه‌ای که با جوشهای چرکی سفید (تاول چرک غیر عفونی) احاطه شده توسط پوست قرمز به نظر می‌رسد. چرک متشکل از سلول‌های سفید خون است. این یک عفونت نیست، و مسری نمی‌باشد.

### اریترودرمیک
پسوریازیس اریترودرمیک (Erythrodermic) به صورت خاص شکل التهابی پسوریازیس است که اغلب بر بیشتر سطح بدن تأثیر می‌گذارد. این ممکن است که در ارتباط با پسوریازیس پوسچولر von Zumbusch رخ می‌دهد. این یک نوع نادر از پسوریازیس است و یک بار یا بیشتر در طول عمر ۳ درصد از افرادی که پسوریازیس دارند رخ می‌دهد. به‌طور کلی در افرادی که پلاک پسوریازیس ناپایدار به نظر می‌رسد. این به این معنی است که ضایعات به وضوح تعریف نشده‌است. گستردگی، قرمزی آتشین و لایه برداری از پوست مشخصهٔ این فرم از پسوریازیس است. خارش شدید و درد اغلب با آن همراه است.
افراد با شعله‌ور شدن پسوریازیس اریترودرمیک باید فوراً به دکتر مراجعه کنند، این شکل از پسوریازیس می‌تواند تهدیدکنندهٔ زندگی باشد.

## مکان‌های پسوریازیس
پسوریازیس می‌تواند در هر نقطه‌ای از بدن مانند بر روی پلک، گوش، دهان و لب‌ها، چین‌های پوست، دست و پا و ناخن خود را نشان دهد. پوست در هر یک از این سایت‌ها متفاوت است و نیاز به درمان‌های مختلف دارد.
نور درمانی یا درمان‌های موضعی اغلب زمانی که پسوریازیس به یک بخش خاص از بدن محدود است استفاده می‌شود. با این حال، پزشکان ممکن است داروهای خوراکی یا تزریقی را تجویز کنند اگر پسوریازیس تا حد زیادی کیفیت زندگی یک شخص را تحت تأثیر قرار داده باشد. درمان‌های مؤثر در دسترس هستند، بدون توجه به جایی که خود پسوریازیس قرار گرفته‌است.

### پوست سر
حداقل نیمی از تمام افرادی که به پسوریازیس مبتلا هستند آن را بر روی پوست سر خود دارند.
پسوریازیس پوست سر می‌تواند بسیار ملایم، خفیف، با پوسته پوسته شدن کم باشد. همچنین می‌تواند بسیار شدید با ضخامت و پوست سر پوشیده شده از پلاک باشد. پسوریازیس می‌تواند فراتر از خط مو بر روی پیشانی، پشت گردن و اطراف گوش‌ها گسترش یابد.
سایر اختلالات پوستی مانند درماتیت سبوره‌ای، ممکن است مشابه پسوریازیس پوست سر باشد. با این حال، پسوریازیس پوست سر، پودری با برق نقره‌ای به نظر می‌رسد، در حالی که درماتیت سبوره‌ای زرد و چرب به نظر می‌رسد.
درمان پسوریازیس پوست سر بستگی به شدت بیماری، بلندی موها و طرز زندگی بیمار دارد. طیف گسترده‌ای از شامپوها، روغن‌ها، محلول‌ها و اسپری‌ها برای این منظور تهیه شده‌است که اکثراً محتوی کورتون هستند. همچنین دایووبت ژل که ترکیبی از کلسی‌پوتریول و بتامتازون می‌باشد، برای پوست سر مفید است. بیمار باید از شستشوی زیاد سر با شامپو و خراشیدن پوست سر خودداری کند.
در پسوریازیس پوست سر کوتاه کردن یا تراشیدن مو باعث تأثیر بیشتر درمان‌های موضعی و نور درمانی می‌شود.

### صورت
پسوریازیس صورت اغلب بر ابرو، پوست بین بینی و لب بالا، پیشانی بالا و خط مو تأثیر می‌گذارد. با پسوریازیس در صورت و اطراف آن باید به دقت برخورد شود چون پوست در اینجا حساس است.
در پسوریازیس صورت استفاده گاه به گاه استروئیدهای موضعی خفیف، که کورتیکواستروئیدها نیز نامیده می‌شود، ممکن است مؤثر باشد. درمان‌های دیگر شامل کلسیپوتریول، تازاروتین، محصولات کراتولیتیک (جداکننده‌های پوسته) و نور ماوراء بنفش هستند. کلسیپوتریول و تازاروتین می‌تواند تحریک‌کننده باشد، بنابراین شما باید با دکتر خود برای پیدا کردن راهی برای رفع این نگرانی صحبت کنید.
سازمان غذا و داروی آمریکا (FDA) دو داروی تاکرولیموس و پیمکرولیموس را برای درمان اگزما تأیید کرده‌است که بسیاری از متخصصین پوست دریافته‌اند که برای درمان پسوریازیس در چهره یا دیگر مناطق حساس به خوبی کار می‌کند.

### دست و پا

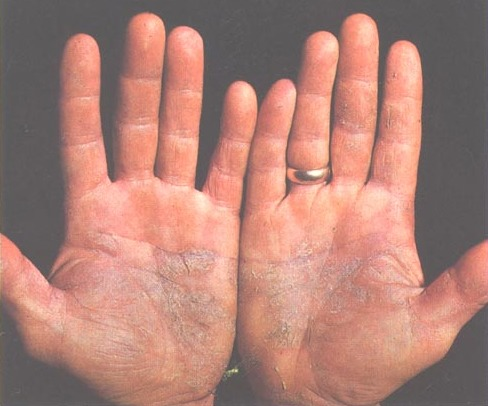
پسوریازیس کف دست

شعله‌ور شدن ناگهانی پسوریازیس در دست‌ها و پاها به سرعت و با دقت باید درمان شود. در برخی از موارد، ترک خوردگی، تاول و تورم همراه با عود آن وجود دارد.

### ناخن
تغییرات ناخن در ۵۰ درصد از افراد مبتلا به پسوریازیس و حداقل ۸۰ درصد از افراد مبتلا به ورم مفاصل پسوریاتیک رخ می‌دهد.
پسوریازیس می‌تواند باعث سوراخ شدن یا غیرعادی شدن ناخن‌ها (رشد بیش از حد، رفتن رنگ ناخن و حتی اونیکولیز یعنی جدا شدن ناخن از بستر) بشود. اصولاً درمان پسوریازیس ناخن مشکل است.

### پسوریازیس تناسلی
رایج‌ترین نوع پسوریازیس در منطقهٔ تناسلی پسوریازیس معکوس است، اما انواع دیگر پسوریازیس می‌تواند بر روی اندام تناسلی به خصوص در مردان ظاهر شود. پسوریازیس تناسلی نیاز به درمان دقیق و مراقبت دارد.

### پوست‌های چین‌دار
پسوریازیس معکوس می‌تواند در پوست‌های چیندار مانند زیر بغل و زیر سینه رخ دهد. این شکل از پسوریازیس اغلب با مالش و عرق کردن تحریک می‌شود.

## علل
در حالی که دانشمندان هنوز نمی‌دانند که دقیقاً چه چیزی باعث پسوریازیس است، ما می‌دانیم که دستگاه ایمنی و ژنتیک نقش عمده‌ای در توسعه آن دارند.
دانشمندان معتقدند که دست کم ۱۰ درصد از جمعیت عمومی یک یا بیشتر، از ژن‌هایی که باعث ایجاد یک زمینه به پسوریازیس می‌شود را به ارث می‌برند. با این حال، تنها ۲ الی ۳ درصد از جمعیت دارای این بیماری است. محققان بر این باورند که یک فرد برای ابتلا به پسوریازیس، باید ترکیبی از ژن‌هایی که باعث پسوریازیس می‌شود را داشته و در برابر عوامل خارجی خاص شناخته شده به عنوان «محرک» قرار گرفته باشد.

### دستگاه ایمنی
پسوریازیس یک بیماری خود ایمنی است. شرایط خود ایمنی در نتیجه حمله بدن به خودش است. در مورد پسوریازیس، سلول‌های سفید خون شناخته شده به عنوان سلول‌های T به اشتباه به سلول‌های پوست حمله می‌کنند.
در یک بدن معمولی، سلول‌های سفید خون مستقر برای حمله و از بین بردن باکتری‌های مهاجم و مبارزه با عفونت هستند. این حمله اشتباه باعث می‌شود که روند تولید سلول‌های پوست بیش از حد شود. تولید سلول پوست با سرعت بالا باعث می‌شود سلول‌های جدید پوست با سرعت بیش از حد توسعه یابند. آن‌ها در سطح پوست تحت فشار قرار می‌گیرند، جایی که آن‌ها شعله‌ور می‌شوند.
این نتایج در پلاک‌هایی هستند که رایج‌ترین همراه پسوریازیس است. حمله به سلول‌های پوست باعث قرمزی، و توسعه نواحی ملتهب پوست می‌شود.

### ژنتیک
باور بر این است که پسوریازیس یک بیماری ژنتیکی است، هر چند محققان دقیقاً نمی‌دانند که چگونه پسوریازیس از یک نسل به نسل دیگر منتقل می‌شود. الگوی وراثت احتمالاً شامل چندین ژن یا ترکیبی از بسیاری از ژن‌ها است.
در حدود یک سوم از افراد مبتلا به پسوریازیس گزارش سابقهٔ خانوادگی این بیماری را داشته‌اند. اگر یکی از والدین پسوریازیس داشته باشد، کودک به احتمال ۲۵ درصد به پسوریازیس مبتلا می‌شود. اگر هر دو پدر و مادر پسوریازیس داشته باشند، یک کودک به احتمال حدود ۶۵ درصد به این بیماری مبتلا می‌شود.
مطالعات از دوقلوهای همسان مبتلا به پسوریازیس نشان می‌دهد که پسوریازیس حداقل تا حدی ژنتیکی است. اما این مطالعات نیز تقویت پیچیدگی پسوریازیس را به همراه داشته‌است. در حدود یک سوم از دوقلوهای همسان که در آن‌ها پسوریازیس وجود داشته‌است، تنها یکی از دوقلوها بیماری را داشته و این نشان می‌دهد که عوامل زیست‌محیطی یا محرک در ابتلا به پسوریازیس نقش بازی می‌کنند. این نظریه وجود دارد که پسوریازیس از ترکیبی از ژن‌ها و نیروهای خارجی باعث می‌شود. هنگامی که ژن‌های مسئول برای پسوریازیس کشف شوند، الگوی وراثت ممکن است بهتر درک شود.
کار با نمونه‌های DNA از یک خانوادهٔ بزرگ شامل بسیاری از افراد مبتلا به پسوریازیس، یک جهش ژنی به نام CARD14 را شناسایی کرده‌است که منجر به پسوریازیس پلاکی می‌شود.

### محرک‌ها
محرک پسوریازیس جهانی نیست. چه بسا ممکن است آنچه باعث پسوریازیس یک نفر می‌شود، بر دیگری تأثیر نمی‌گذارد. محرک‌های ایجاد پسوریازیس عبارتند از: استرس، صدمه به پوست، برخی داروها و عفونت ، آلرژی، رژیم غذایی و آب و هوا.

#### استرس
استرس می‌تواند باعث شروع پسوریازیس برای اولین بار یا تشدید پسوریازیس موجود شود. آرامش و کاهش استرس ممکن است به پیشگیری از استرس حاصل از تأثیر پسوریازیس کمک کند.

#### نوشیدنی‌های الکلی
مصرف الکل‌های سنگین می‌تواند موجب فوران پسوریازیس شود. اگر بیش از حد از الکل استفاده کنید، انتشار پسوریازیس ممکن است بیشتر شود. کاهش مصرف الکل بیش از حد برای پوست شما مفید است. اگر به کمک نیاز دارید، پزشک شما می‌تواند به شما کمک کند تا یک برنامه برای ترک نوشیدن داشته باشید.

#### صدمه به پوست
پسوریازیس می‌تواند در مناطقی از پوست که آسیب دیده یا دچار آسیب‌های روانی شده‌اند به نظر برسد. این پدیدهٔ کوبنر نامیده می‌شود. واکسیناسیون، آفتاب سوختگی و خش همه می‌توانند موجب راه‌اندازی پاسخ کوبنر شوند. پاسخ کوبنر می‌تواند درمان شود اگر به موقع عمل کنید.

#### داروها
برخی داروها با تحریک پسوریازیس در ارتباط هستند، از جمله:
لیتیم: مورد استفاده برای درمان اختلال دوقطبی و سایر اختلالات روانی می‌باشد. لیتیوم باعث تشدید پسوریازیس در حدود نیمی از افراد مبتلا به پسوریازیس که آن را مصرف می‌کنند می‌شود.
داروهای ضد مالاریا: Plaquenil، کیناکرین، کلروکین و هیدروکسی کلروکین ممکن است باعث شعله‌ور شدن پسوریازیس شوند، معمولاً ۲ تا ۳ هفته پس از مصرف دارو پسوریازیس گرفته شده‌است. هیدروکسی کلروکین کمترین میزان بروز عوارض جانبی را دارد.
پروپرانولول: این درمان فشار خون بالا باعث بدتر شدن پسوریازیس در حدود ۲۵ تا ۳۰ درصد از بیماران مبتلا به پسوریازیس که آن را استفاده کرده‌اند شده‌است. معلوم نیست که تمام داروهای فشار خون بالا (مسدودکنندهٔ بتا) باعث بدتر شدن پسوریازیس شوند، اما ممکن است که بالقوه توان آن را داشته باشند.
کویندین: این داروی قلب گزارش شده‌است که باعث بدتر شدن برخی از موارد پسوریازیس شده‌است.
ایندومتاسین: این یک داروی ضد التهابی غیر استروئیدی برای درمان آرتریت است. این دارو برخی از موارد پسوریازیس را بدتر کرده‌است. سایر ضد التهاب‌ها معمولاً می‌تواند جایگزین شود. اثرات منفی دارو معمولاً کم است هنگامی که آن را به درستی استفاده کرده باشید. در هر حال عوارض جانبی آن معمولاً با منافع آن در ورم مفاصل پسوریاتیک همراه است.

#### عفونت، میکروب‌ها و اچ‌آی‌وی
هر چیزی که می‌تواند سیستم ایمنی بدن را تحت تأثیر قرار دهد به پسوریازیس تأثیر می‌گذارد. به‌طور خاص، عفونت استرپتوکوکی (گلو درد) با پسوریازیس خالدار همراه است. گلو درد اغلب با شروع اولین پسوریازیس خالدار در کودکان همراه است. شما ممکن است شعله‌ور شدن پسوریازیس بعد از یک گوش درد، برونشیت، التهاب لوزه‌ها یا عفونت‌های تنفسی را بیش از حد تجربه کنید.
این غیرمعمول نیست برای اینکه کسی به یک شعله‌ور شدن پسوریازیس بدون علائم گلو درد دچار شود. صحبت با دکتر در مورد گرفتن تست گلو درد در صورت شعله‌ور شدن پسوریازیس لازم است.
پسوریازیس ممکن است با استعمار پوست یا روده توسط استافیلوکوکوس اورئوس، مالاسزیا، و کاندیدا آلبیکنس بدتر شود.
نرخ پسوریازیس در افراد HIV مثبت مانند افراد HIV منفی است، با این حال، پسوریازیس در افراد آلوده به اچ آی وی گرایش به شدت بیشتر دارد.

#### سایر محرک‌های محتمل
آلرژی، رژیم غذایی و آب و هوا محرک پسوریازیس می‌باشند.
آسیب‌پذیر شدن پوست در فصل زمستان برای مبتلایان به بیماری پسوریازیس بیشتر مورد توجه است. عارضه پسوریازیس می‌تواند در نتیجه عواملی همچون کاهش نور خورشید، خشکی هوا، کاهش دما به ویژه در مناطق سردسیر تشدید شود.

## مکانیزم
پسوریازیس رشد غیرطبیعی بیش از حد و سریع لایهٔ اپیدرمی پوست است. تولید غیرطبیعی سلول‌های پوستی (به خصوص در زمان ترمیم زخم) و بیش از حد بودن سلول‌های پوست به دنبال حوادث سطحی پوست در پسوریازیس شایع است. در پسوریازیس سلول‌های پوست هر ۵–۳ روز به جای معمول ۳۰–۲۸ روز جایگزین می‌شوند. این تغییرات از رشد سریع کراتینوسیت ناشی از التهاب سریالی در درم شامل سلول‌های دندریتیک، ماکروفاژها، و لنفوسیت‌های تی (سه زیرگروه از گلبول سفید) به وجود می‌آیند. این سلول‌های ایمنی (گلبول‌های سفید) از حرکت درم به اپیدرم و ترشح هورمون‌های ایجادکننده التهاب (سایتوکاین) مانند عامل نکروز توموری آلفا، اینترلوکین ۱β، اینترلوکین ۶ و اینترلوکین ۲۲ به وجود می‌آیند. این ترشح هورمون‌ها محرک التهابی هستند که سلول‌های کراتینوسیت را به تکثیر تحریک می‌کنند. یک فرضیه این است که پسوریازیس، نقص در گلبول‌های سفید T، و در سایتوکین نظارتی اینترلوکین ۱۰ می‌باشد.
جهش‌های ژن مربوط به تولید پوست باعث می‌شود پسوریازیس را یک حساسیت ندانیم.
DNA یک محرک التهابی در بیماری پسوریازیس است و تحریک گیرنده‌های روی سلول‌های دندریتیک خاص، که به نوبهٔ خود، تولید سایتوکین اینترفرون α می‌کنند. در پاسخ به این پیام‌های شیمیایی (هورمون) که توسط سلول‌های دندریتیک و سلول‌های T، همچنین سلول‌های کراتینوسیت سیتوکین‌هایی را ترشح می‌کنند به عنوان اینترلوکین ۱، اینترلوکین ۶ و فاکتور نکروز توموری-α، که به سیگنال سلول‌های التهابی در پایین دست می‌رسند و تحریک التهاب اضافی می‌کنند.
سلول‌های دندریتیک پل دستگاه ایمنی ذاتی و دستگاه ایمنی تطبیقی بدن است. آن‌ها در ضایعات پسوریازیس افزایش می‌یابند و موجب تکثیر سلول‌های T و سلول‌های نوع اول کمک کنندهٔ T (سلول‌های Th1) می‌شوند. ایمونوتراپی هدفمند و همچنین پسورالن و فرابنفش (PUVA) درمانی می‌تواند تعداد سلول‌های دندریتیک را کاهش دهد و به نفع یک لنفوسیت تی کمک‌کننده در الگوی ترشح سیتوکین بیش از یک پروفایل سیتوکین سلول وابسته به Th1/Th17 عمل کند. سلول‌های T پسوریاتیک از درم به اپیدرم حرکت می‌کنند و اینترفرون γ و اینترلوکین ۱۷ ترشح می‌کنند. اینترلوکین ۲۳ به القاء تولید اینترلوکین ۱۷ و اینترلوکین ۲۲ شناخته شده‌است. آثار اینترلوکین ۲۲ در ترکیب با اینترلوکین ۱۷ برای وادار کراتینوسیت به ترشح سایتوکاین نوتروفیل-جذب عمل می‌کند.

## چه کسانی در معرض پسوریازیس قرار می‌گیرند؟
هر کسی می‌تواند در خطر ابتلا به پسوریازیس باشد، اما برخی عوامل مثل ابتلا به بیماری ام اس می‌توانند خطر ابتلا به بیماری را افزایش دهند. از جمله:

### سابقه خانوادگی
سابقه خانوادگی یکی از مهم‌ترین عوامل خطر است. داشتن یک والد پسوریازیس خطر ابتلا به این بیماری را افزایش می‌دهد و داشتن دو والد پسوریازیس خطر بیشتری را به همراه دارد.

### عفونت‌های ویروسی و باکتریایی
افراد مبتلا به HIV بیشتر احتمال دارد که پسوریازیس را توسعه دهند تا افرادی که سیستم ایمنی سالمی دارند. کودکان و نوجوانان با عفونت‌های تکراری، به ویژه گلودرد، ممکن است در معرض خطر بیشتری قرار بگیرند.

### استرس
از آنجا که تنش می‌تواند بر سیستم ایمنی بدن تأثیر بگذارد، سطوح استرس بالا ممکن است خطر ابتلا به پسوریازیس را افزایش دهد.

### چاقی
وزن بیش از حد خطر ابتلا به پسوریازیس را افزایش می‌دهد.

### سیگار کشیدن
استفاده از دخانیات نه تنها خطر ابتلا به پسوریازیس را افزایش می‌دهد، بلکه می‌تواند شدت بیماری را هم افزایش دهد. سیگار کشیدن نیز ممکن است در ابتدای توسعه بیماری نقش داشته باشد

## طبقه‌بندی

### ریخت‌شناسی
| نوع پسوریازیس           | کد ICD-10 |
| ----------------------- | --------- |
| پسوریازیس ولگاریس       | L40.0     |
| پسوریازیس پوسچولر منتشر | L40.1     |
| زنجیره اکردرمایتس       | L40.2     |
| پوستولوزیس کف دست و پا  | L40.3     |
| پسوریازیس خالدار        | L40.4     |
| ورم مفاصل پسوریاتیک     | L40.50    |
| اسپوندیلیت پسوریاتیک    | L40.53    |
| پسوریازیس معکوس         | L40.8     |

پسوریازیس به عنوان یک اختلال پاپولواسکواموس طبقه‌بندی شده و معمولاً بیشتر به دسته‌های مختلف بر اساس ویژگی‌های بافت تقسیم می‌شود. انواع آن شامل پلاک، پوسچولر، خال‌خال، و پسوریازیس خمشی می‌باشد. هر فرم دارای یک کد ICD-10 اختصاص داده شده به آن است. پسوریازیس همچنین می‌تواند به انواع غیر پوسچولر و پوسچولر طبقه‌بندی شود.

### پاتوژنز
یکی دیگر از طرح‌های طبقه‌بندی عوامل ژنتیکی و جمعیت شناختی را در نظر می‌گیرد. نوع ۱ دارای سابقهٔ خانوادگی مثبت، قبل از سن ۴۰ سالگی شروع می‌شود، و با وجود پادگن گلبول سفید انسانی، HLA-Cw6 همراه است. در مقابل، نوع ۲ سابقهٔ خانوادگی را نشان نمی‌دهد، قبل از سن ۴۰ سالگی شروع می‌شود و با HLA-Cw6 همراه نیست. نوع ۱ برای حدود ۷۵٪ از افراد مبتلا به پسوریازیس اتفاق می‌افتد.
طبقه‌بندی پسوریازیس به عنوان یک بیماری خود ایمنی بحث قابل توجهی را برانگیخته است. محققان توصیف متفاوت از پسوریازیس و آرتریت پسوریاتیک مطرح کرده‌اند. برخی از نویسندگان آن‌ها را به عنوان بیماری‌های خود ایمنی طبقه‌بندی کرده‌اند در حالی که دیگران آن‌ها را از بیماری‌های خود ایمنی متمایز و از آن به عنوان بیماری‌های التهابی با واسطه ایمنی یاد می‌کنند.

### شدت

توزیع شدت

اتفاق نظری در مورد چگونگی طبقه‌بندی شدت پسوریازیس وجود دارد. پسوریازیس خفیف به عنوان یک درصد از سطح بدن (BSA≤۱۰) تعریف شده‌است، شاخص شدت منطقه پسوریازیس (PASI) نمرهٔ ≤ ۱۰، و شاخص کیفیت زندگی پوست (DLQI) نمرهٔ ≤ ۱۰. پسوریازیس متوسط تا شدید توسط همان گروه به عنوان (BSA>۱۰) یا نمرهٔ (PASI>۱۰) و نمرهٔ (DLQI>۱۰) تعریف شده‌است. DLQI یک ابزار با ۱۰ سؤال برای اندازه‌گیری تأثیر بیماری‌های مختلف پوستی در عملکرد روزانه است. محدودهٔ نمرهٔ DLQI از ۰ (حداقل اختلال) تا ۳۰ (حداکثر اختلال) و با هر پاسخ ۳–۰ نمره اختصاص داده می‌شود. نمرات بالاتر نشان دهندهٔ اختلال اجتماعی یا شغلی بیشتر است.
شاخص شدت منطقهٔ پسوریازیس (PASI) ابزاری است که به‌طور گسترده برای اندازه‌گیری پسوریازیس استفاده می‌شود. PASI ارزیابی شدت ضایعات و منطقهٔ تحت تأثیر و ترکیب این دو عامل به یک نمره تک از ۰ (بدون بیماری) تا ۷۲ (حداکثر بیماری) می‌باشد. با این وجود، PASI می‌تواند بیش از حد سنگین برای استفاده خارج از پژوهش باشد که به تلاش برای ساده کردن شاخص برای استفادهٔ بالینی منجر شده‌است.

## درمان
| درمان‌های موضعی (پماد، کرم، لوسیون، ژل، یا کف اعمال شده به پوست) | ویتامین D3 آنالوگ (مانند، کلسیپوتریول)                     |
| درمان‌های موضعی (پماد، کرم، لوسیون، ژل، یا کف اعمال شده به پوست) | کورتیکواستروئیدها به عنوان مثال، بتامتازون و هیدروکورتیزون |
| درمان‌های موضعی (پماد، کرم، لوسیون، ژل، یا کف اعمال شده به پوست) | آنترالین/دیترانول                                          |
| درمان‌های موضعی (پماد، کرم، لوسیون، ژل، یا کف اعمال شده به پوست) | رتینوئیدهای موضعی                                          |
| فتوتراپی (درمان با نور فرابنفش)                                 |                                                            |
| درمان‌های سیستمیک (قرص یا تزریق/وریدی)                           | متوتروکسات                                                 |
| درمان‌های سیستمیک (قرص یا تزریق/وریدی)                           | سیکلوسپورین                                                |
| درمان‌های سیستمیک (قرص یا تزریق/وریدی)                           | اسیترتین                                                   |
| درمان‌های سیستمیک (قرص یا تزریق/وریدی)                           |                                                            |
| درمان‌های سیستمیک (قرص یا تزریق/وریدی)                           | مولکول‌های کوچک خوراکی (مانند، اپرمیلاست)                   |

نمودار شماتیک از درمان پسوریازیس

پسوریازیس درمان قطعی ندارد، اما داروهای بسیاری وجود دارند که با استفاده از آنها، بیماری پسوریازیس کنترل می‌شود.
بسیاری از مردم گیاهان، ویتامین‌ها یا سایر داروهای خانگی را برای کاهش علائم پسوریازیس امتحان می‌کنند. فقط به یاد داشته باشید روشی که برای شخص دیگری مؤثر واقع می‌شود، ممکن است برای شما مفید و کاربردی نباشد؛ بنابراین بهتر است روش درمانی مختص خودتان را داشته باشید و حتماً قبل از تغییر یا اضافه کردن چیزی به برنامه درمانی خود با پزشکتان مشورت کنید.
در مدیریت و کنترل بیماری، صحبت با دکتر برای پیدا کردن یک درمان برای کاهش یا حذف نشانه‌های پسوریازیس لازم است. یک درمان برای یک فرد مبتلا به پسوریازیس ممکن است برای دیگری کار نکند؛ بنابراین مهم است که گزینه‌های درمانی مختلف را بدانید و سعی در پیدا کردن روش مناسب برای درمان پسوریازیس خود داشته باشید.
انواع روش‌های درمانی عبارتند از: درمان‌های موضعی، نور درمانی، داروهای سیستمیک، بیولوژیک، درمان‌های جدید خوراکی و طب مکمل و جایگزین.
یکی از درمان‌های مفید شامل ترکیب زیر است:
Clobetasol 120gr
A.S 4gr
این ترکیب می‌بایست به صورت موضعی و روزانه سه بار مصرف شود تا پس از یک یا دو ماه تأثیر آن نمایان شود.

### درمان‌های موضعی
درمان‌های موضعی با تماس به پوست استفاده می‌شوند و معمولاً اولین درمان است که امتحان می‌کنید، زمانی که با پسوریازیس تشخیص داده می‌شوید. درمان‌های موضعی را می‌توان بدون نسخه یا با نسخهٔ پزشک خریداری کرد.
کورتیکواستروئیدهای موضعی معمولاً شایعترین درمانی است که برای پسوریازیس استفاده شده، باعث کم شدن التهاب و تحریک‌پذیری پوست می‌شود. خیلی از اوقات پزشک ترکیبی از یک داروی از بین برندهٔ لایهٔ شاخی (کراتولیتیک) مانند اسید سالیسیلیک و استروئید موضعی را تجویز می‌کند. نکتهٔ مهم در مصرف کورتیکوستروئیدهای موضعی آن است که غالباً پس از مدتی، دیگر آن پاسخ مطلوب ابتدایی حاصل نمی‌شود، ضمن آنکه خطر نازک شدن پوست در اثر مصرف این داروها نیز وجود دارد؛ بنابراین انتخاب دقیق نوع استروئید موضعی و مصرف درست آن می‌تواند باعث کم شدن این اثرات ناخواسته شود.
علاوه بر کورتیکواستروئیدهای موضعی و داروهای کراتولیتیک داروهای قدیمی‌تری چون قطران زغال‌سنگ و دیترانول نیز از مدت‌ها قبل در درمان پسوریازیس بکار رفته و با اثرات قابل قبولی همراه بوده‌است. همچنین استفاده از ترکیبات موضعی ویتامین D3 (کلسیپوتریول و کلسیتریول) نیز در درمان این بیماری با نتایج خوبی همراه بوده‌است.
تازاروتین نیز یک ویتامین مشتق شده، رتینوئید موضعی است که برای کم کردن رشد سلول‌های پوست استفاده می‌شود.
محصولات دیگر حاوی موادی مانند آلوئه ورا، جوجوبا، پیریتیون روی و کپسایسین وجود دارد، که برای مرطوب کردن، تسکین دادن، کاهش مقیاس یا تسکین خارش استفاده می‌شود.
Indigo naturalis که یک داروی سـنتی چینی است که می‌تواند به‌صورت پماد فرموله شود و استفاده از آن به‌مدت ۸ هفته مؤثر گزارش شده‌است.

### نوردرمانی
نوردرمانی، شامل تاباندن نور ماوراء بنفش به پوست به صورت منظم و تحت نظارت پزشکی است. درمان در کلینیک پوست یا در خانه با دستگاه فتوتراپی انجام می‌شود.
بسیاری از اوقات هنگامی که صحبت از درمان با اشعه می‌شود، بیمار آن را با رادیو تراپی یا پرتو درمانی یکسان تصور می‌کند، درحالی‌که غالباً منظور از درمان با اشعه در پسوریازیس در واقع درمان با طول موج‌های خاصی از نور می‌باشد. در واقع در این روش که از قدیمی‌ترین روش‌های درمانی در بیماری‌های جلدی می‌باشد، بیمار پس از مصرف دارویی به نام پسورالن (P)، که از عصارهٔ گیاهان خانوادهٔ هویج به‌دست می‌آید، در برابر اشعهٔ ماوراء بنفش (UVA) قرار می‌گیرد. از همین روست که به این روش درمانی، PUVA درمانی گفته می‌شود. هرچند PUVA درمانی نیز عاری از عارضه نمی‌باشد، اما در کل روش بسیار مؤثری در درمان پسوریازیس‌های وسیع و مقاوم بوده و معمولاً تا ماه‌ها تأثیر آن پایدار باقی می‌ماند. امروزه علاوه بر PUVA از طیف‌های اختصاصی‌تری از ماوراء بنفش همچون UVB نیز در درمان پسوریازیس استفاده می‌شود. این روش‌های درمانی غالباً در بخش‌های پوست بیمارستان‌ها، مراکز تخصصی پوست و گاهی نیز در مطب پزشکان یا با استفاده از نور خورشید انجام می‌شود. از لیزر اگزایمر نیز در درمان پسوریازیس استفاده می‌شود.

### داروهای سیستمیک
داروهای سیستمیک داروهای تجویزی است که به صورت خوراکی یا تزریقی می‌باشد و در سراسر بدن کار می‌کند. آن‌ها معمولاً برای افراد با پسوریازیس و آرتریت پسوریاتیک متوسط تا شدید استفاده می‌شوند.
معمولاً متوترکسات اولین دارویی است که برای این منظور بکار می‌رود. این داروی سرکوب‌کننده سیستم ایمنی که در سال ۱۹۵۱ برای اولین بار در درمان پسوریازیس مصرف شد، تکثیر سلول‌های پوست را کم کرده و غالباً به خوبی بیماری را کنترل می‌کند. متوترکسات می‌تواند هم به صورت خوراکی و هم تزریقی مصرف شود و غالباً پس از چند هفته اثر آن ظاهر می‌شود.
داروی دیگر سیکلوسپورین یک داروی سرکوب‌کننده سیستم ایمنی است که اولین بار برای کمک به جلوگیری از رد پیوند در بیماران پیوند عضو مورد استفاده قرار گرفت. همچنین مشتقات ویتامین آ که به رتینوئیدها معروف هستند مانند اسیترتین (نئوتیگازون) با کاستن تکثیر سلول‌های پوست، باعث بهبود پسوریازیس می‌شوند. از داروهای دیگر می‌توان به داروهای تأیید نشده برای درمان پسوریازیس مانند هیدروکسی اوره، ایزوترتینوین، مایکوفنولات موفتیل، سولفاسالازین و تیوگوانین اشاره کرد. طبیعی است که تمام این داروها با نظر پزشک تجویز شده و برای اطمینان از بی‌عارضه بودن آنها، انجام آزمایش‌های پایه و دوره‌ای ضروری است.
در هر حال، آنچه در مورد داروهای سیستمیک در پسوریازیس بسیار اهمیت دارد، این است که بجز موارد استثنایی، نباید از کورتیکواستروئیدهای خوراکی یا تزریقی در این بیماری استفاده شود. مصرف این داروها، اگرچه ممکن است باعث بهبودی ظاهری اولیه شوند، ولی متعاقباً علاوه بر اثرات سوء متعددی که دارند، باعث شعله‌ور شدن بیماری یا تبدیل شدن آن به اشکال خطیرتر را دارند.
نکتهٔ دیگری که بسیار اهمیت دارد، این است که هنگامی که یک خانم مبتلا به پسوریازیس در سنین باروری تحت درمان با داروهای سیستمیک قرار می‌گیرد، باید به‌دقت از نظر پیشگیری از بارداری توجیه شود. در مورد برخی از این داروها حتی تا ماه‌ها پس از قطع دارو نیز بارداری می‌تواند خطراتی برای جنین در پی داشته باشد.

### داروهای بیولوژیک
داروهای بیولوژیک معمولاً برای پسوریازیس و ورم مفاصل پسوریاتیک متوسط تا شدید که به درمان‌های دیگر پاسخ نمی‌دهد تجویز می‌شوند. آن‌ها توسط تزریق یا داخل وریدی (IV) وارد بدن می‌شوند.
با شناخت بهتری که از چگونگی ایجاد شدن بیماری پسوریازیس طی سال‌های اخیر حاصل شده‌است و با عنایت به این نکته که دستگاه ایمنی نقش مهمی در ایجاد شدن بیماری دارد، طی چند سال گذشته طیف جدیدی از داروها غالباً به روش زیست‌فناوری (بیوتکنولوژی) ساخته شده‌اند که قادرند با تصحیح اختلالات حاصل شده از پسوریازیس، بیماری را بهبود بخشند. این داروها که غالباً به داروهای «بیولوژیک» معروفند، گاهی با نتایج بسیار درخشانی همراه هستند اما نکتهٔ مهم در مورد آن‌ها قیمت بسیار بالای آنهاست و از این رو فعلاً فقط در موارد بسیار شدید بیماری مصرف می‌شوند.

#### درمان‌های خانگی
ماده مؤثر در زردچوبه کوروکو مینcurcumins است که یک ماده ضد التهاب پوستی است.
استفاده خوراکی زردچوبه به میزان حداکثر یک گرم در روز یا استفاده از صابون زردچوبه یا استفاده از پودر زردچوبه با روغن‌های کاملاً گیاهی مثل روغن نارگیل و روغن گل بنفشه روغن سیاه دانه و روغن زیتون اثرات شگفت‌انگیزی در درمان پسوریازیس دارد.
مصرف سرکه سیب با یک قاشق عسل و یک لیوان آب ولرم صبح ناشتا بسیاری از علائم بیماری پسوریازیس را کاهش می‌دهد. در هنگام خارش شدید با یک پارچه پنبه ای آغشته به سرکه سیب مناطق دارای خارش را ماساژ دهید.
ژل آلوئه ورا این گیاه معجزه خلقت است و با خواص ضد التهابی -ترمیمی و… می‌تواند به صورت خوراکی یا مالیدنی علایم بیماری پسوریازیس را کاهش دهد. مصرف ژل آلوورا را جدی بگیرید.

## مسدودکنندهٔعامل نکروز توموری آلفا(TNF آلفا)
Enbrel (اتانرسپت)، Humira (آدالیمومب) و Remicade (اینفیلیکسیماب) داروهایی است که مسدودکنندهٔ TNF-آلفا می‌باشد. TNF-آلفا سایتوکاین یا یک پروتئین است، که بدن را وادار به ایجاد التهاب می‌کند. در عارضهٔ پسوریازیس و آرتریت پسوریاتیک، تولید بیش از حد TNF آلفا در پوست یا مفاصل وجود دارد، که منجر به رشد سریع سلول‌ها و آسیب پوست یا بافت‌های مشترک می‌شود. مسدود کردن تولید TNF-آلفا به توقف چرخه‌های التهابی بیماری پسوریازیس کمک می‌کند.

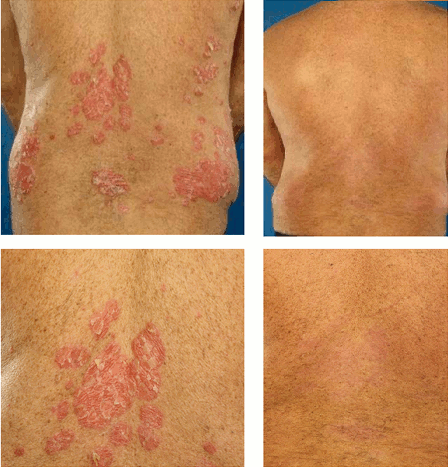
تصاویر یک بیمار مبتلا به پسوریازیس (و ورم مفاصل پسوریاتیک) در ابتدا و ۸ هفته پس از شروع درمان با اینفیلیکسیماب.

## اینترلوکین۱۲/۲۳
Stelara (اوستکناماب) آثار انتخابی پروتئین، یا سایتوکاین، اینترلوکین ۱۲ (IL-12) و اینترلوکین ۲۳ (IL-23) را هدف قرار می‌دهد. اینترلوکین‌های-۱۲/۲۳ با التهاب پسوریازیس مرتبط است.

## اینترلوکین ۱۷
Cosentyx (سکییوکروماب) و Taltz (ایکسیکیزوماب)

#### داروهای بیوژنریک
بیوژنریک یا بیوسیمیلار به داروهایی گفته می‌شود که کاملاً مشابه با داروهای بیولوژیک تولید شده توسط سازنده اولیه که برای اولین بار روش تولید آن را ابداع کرده‌است، می‌باشد.
Altebrel (اتانرسپت) و CinnoRA (آدالیمومب) داروهای بیوژنریک تولید شده توسط ایران هستند. Erelzi (اتانرسپت)، Amjevita (آدالیمومب) و Inflectra (اینفیلیکسیماب) دیگر داروهای بیوژنریک می‌باشند.
از بیولوژیک‌ها استفاده نکنید اگر:
- دستگاه ایمنی شما به‌طور قابل توجهی به خطر بیفتد
- شما دارای یک عفونت فعال هستید.

عوارض جانبی شایع برای بیولوژیک‌ها عبارتند از:
- عفونت‌های تنفسی
- علائم آنفلوانزا مانند
- واکنش در محل تزریق

این عوارض جانبی معمولاً خفیف هستند و در اکثر موارد سبب جلوگیری از مصرف داروی افراد نمی‌شوند.
عوارض جانبی نادر برای بیولوژیک‌ها عبارتند از:
- اختلالات جدی دستگاه عصبی، مانند مولتیپل اسکلروزیس، تشنج، یا التهاب اعصاب چشم؛
- اختلالات خونی؛
- انواع خاصی از سرطان.[۲۲]

### درمان‌های جدید خوراکی
درمان‌های جدید خوراکی با مهار مولکول خاص در ارتباط با التهاب، بهبود نشانه‌های بیماری پسوریازیس را به همراه دارد. برخلاف بیولوژیک‌ها، که از منابع زنده به دست آمده و باید از طریق تزریق یا انفوزیون تجویز شود، این درمان را می‌توان به‌طور مؤثر به عنوان قرص‌های خوراکی تحویل داد.

## فسفودی‌استراز ۴
جدیدترین درمان خوراکی برای پسوریازیس و آرتریت پسوریاتیک، Otezla (اپرمیلاست) است. Otezla ورم مفاصل پسوریاتیک را با تنظیم التهاب در داخل سلول بهبود می‌بخشد. این از یک آنزیم شناخته شده به عنوان فسفودی‌استراز ۴، یا PDE4 جلوگیری می‌کند. PDE4 کنترل بسیاری از التهاب در سلول‌ها، که می‌تواند بر سطح التهاب در بیماری پسوریازیس تأثیر بگذارد را بر عهده دارد.

### پزشکی مکمل و جایگزین
پزشکی مکمل و جایگزین (CAM) گروهی متنوع از مراقبت‌های پزشکی و سیستم سلامت، شیوه‌ها و محصولات است که در حال حاضر به نظر نمی‌رسد که بخشی متعارف از طب غربی باشد.
درمان‌های مکمل و جایگزین عبارتند از: رژیم غذایی و تغذیه، درمان گیاهی، ذهن/بدن درمان، ورزش، یوگا و تای چی.

#### مکمل‌ها و رژیم غذایی
رژیم غذایی خاصی برای فرد مبتلا به پسوریازیس لازم است، که لازم است در این زمینه به متخصصان تغذیه مراجعه شود. مطالعات کنترل نشده نشان داده‌اند که افراد مبتلا به پسوریازیس یا آرتریت پسوریاتیک ممکن است از یک رژیم غذایی با مکمل روغن ماهی غنی از ایکوزاپنتانوییک اسید (EPA) و دوکوزاهگزانوئیک اسید (DHA) بهره‌مند شوند. توصیه‌های رژیم غذایی شامل مصرف ماهی آب سرد (ترجیحاً ماهی وحشی، نه پرورشی) مانند ماهی قزل آلا، ماهی سالمون، شاه ماهی، و ماهی خال مخالی، روغن زیتون زیاد، حبوبات، سبزیجات، میوه‌ها و غلات سبوس دار؛ و جلوگیری از مصرف الکل، دخانیات، گوشت قرمز و محصولات لبنی است. اثر مصرف کافئین (از جمله قهوه، چای سیاه و شکلات تیره)، نامشخص است.
نرخ بالاتری از بیماری سلیاک در میان افراد مبتلا به پسوریازیس وجود دارد. شدت بیماری به‌طور کلی در افراد مبتلا به بیماری سلیاک و کسانی با آنتی‌بادی‌های ضد گلیادین پس از اتخاذ یک رژیم غذایی فاقد گلوتن کاهش می‌یابد.
کاهش وزن، داشتن قلبی سالم، استفاده از مواد غذایی ضد التهابی و فاقد گلوتن و مصرف ویتامین‌ها می‌توانند در بهبود پسوریازیس مؤثر باشند.

## مدیریت خارش
خارش پسوریازیس ممکن است تأثیر بیشتری در کیفیت زندگی از اثر قابل مشاهده‌ای از این بیماری را داشته باشد. با این حال، درمان پسوریازیس نیز می‌تواند به شدت این نشانه‌ها و توانایی خود برای مقابله با پسوریازیس را روز به روز بهبود بخشد.

### درمان خانگی
راه‌های کمک به خارش و تسکین درد در افراد مبتلا به پسوریازیس عبارتند از:
- پوست را آغشته نگه دارید. این اولین گام در کنترل خارش است به دلیل آن که قرمزی و خارش را کاهش می‌دهد و کمک می‌کند تا پوست التیام بخشد. متخصصین پوست توصیه به استفاده از کرم و پماد غلیظ برای نگهداشتن آب در پوست می‌کنند. حتی روغن پخت‌وپز نیز می‌تواند جایگزین مقرون به صرفه برای مرطوب‌کنندهٔ تجاری باشد.
- به حداقل رساندن مقیاس پوسته پوسته‌ها. استفاده از محصول نرم‌کننده (کراتولیتیک) برای کاهش پوست اضافی و جلوگیری از پلاک پسوریازیس از ترک خوردگی و پوسته پوسته شدن.
- دوش آب سرد و کمپرس سرد نیز می‌تواند خارش را تسکین دهد. از حمام کردن در آب بسیار گرم خودداری کنید و سعی کنید به محدود کردن دوش گرفتن به ۱۰ دقیقه یا کمتر. آب گرم می‌تواند باعث تحریکات پوستی شود و خشکی را تشدید کند. استفاده از لوسیون پس از شستشو برای نگهداشتن رطوبت توصیه می‌شود. قرار دادن لوسیون خنک‌کننده در یخچال و فریزر قبل از استفاده می‌تواند کمک به افزایش تسکین خارش کند.

### درمان نیاز به نسخهٔ پزشک
دیگر درمان‌های خارش پسوریازیس شامل آنتی هیستامین‌ها (لوراتادین، هیدروکسی‌زین یا ستیریزین)، نور درمانی، استروئیدها، کپسایسین، بی‌حس‌کنندهٔ موضعی مانند Pramoxine و داروهایی که کمک به آرام کردن پاسخ ایمنی بیش از حد فعال که باعث ضایعات پسوریازیس می‌شود و داروهای ضد افسردگی و آسپرین می‌تواند کمک‌کننده باشد. داروهای Yosipovitch معمولاً بیشتر جهت درمان دردهای عصبی مانند گاباپنتین و برخی داروهای ضد افسردگی به نام نورآدرنرژیک و سروتونرژیک خاص (NaSSA) برای از بین بردن خارش پسوریازیس استفاده می‌شود. درمان‌های موضعی برای پسوریازیس می‌تواند به کاهش درد و خارش کمک کند.

## پوست سر
پسوریازیس پوست سر می‌تواند به ویژه خارش‌دار و ناراحت‌کننده باشد. درمان معمولاً شامل پماد موضعی و شامپوهای خاص است.
شامپو کتوکونازول در کنترل این بیماری مؤثر است

## شرایط مرتبط
افراد مبتلا به پسوریازیس در معرض افزایش خطر ابتلا به دیگر شرایط مزمن و جدی به عنوان «بیماری‌های همراه» هستند. تخمین زده می‌شود که تا ۳۰ درصد از افراد مبتلا به پسوریازیس به ورم مفاصل پسوریاتیک مبتلا می‌شوند. در افراد مبتلا به بیماری پسوریازیس ریسک ابتلا به بیماری‌های قلبی عروقی، افسردگی و سایر شرایط سلامتی افزایش می‌یابد. البته این بدین معنا نیست که شما حتماً به این بیماری‌ها مبتلا می‌شوید.

### آرتریت پسوریاتیک
آرتریت یا ورم‌مفاصل پسوریاتیک باعث درد، سفتی و تورم در داخل و اطراف مفاصل می‌شود. حدود ۱۱ درصد از افراد مبتلا به پسوریازیس همچنین با آرتریت پسوریاتیک تشخیص داده شده‌اند. با این حال، در حدود ۳۰ درصد از افراد مبتلا به پسوریازیس در نهایت به آرتریت پسوریاتیک مبتلا شده‌اند. آرتریت پسوریاتیک اغلب ممکن است تشخیص داده نشود، به ویژه در اشکال خفیف تر آن. با این حال، مهم است که برای درمان آرتریت پسوریاتیک در ابتدای بیماری اقدام شود تا از آسیب‌های مفصلی دائمی جلوگیری شود.

### سرطان
تعدادی از مطالعات نشان داده‌اند که در افراد مبتلا به پسوریازیس خطر ابتلا به انواع خاصی از سرطان، از جمله سرطان لنفوم و سرطان غیرملانومی پوست افزایش می‌یابد. اخیراً یک مطالعه نشان داد که هیچ درمانی به تنهایی به‌طور قابل توجهی خطر ابتلا به سرطان را افزایش نداده‌است، و این نشان می‌دهد که خود بیماری خطر ابتلا به سرطان را افزایش می‌دهد. افراد مبتلا به بیماری پسوریازیس باید آزمایش سرطان را به‌طور منظم با مراقبت‌های معمول خود ترکیب کنند.

### بیماری قلب و عروقی
تحقیقات همچنین رابطهٔ پسوریازیس با افزایش خطر بیماری‌های قلبی عروقی، به ویژه در افراد مبتلا به پسوریازیس شدید را نشان می‌دهد. در افراد مبتلا به پسوریازیس شدید، احتمال بروز مشکلات قلبی مهم بیشتر از ۵۸ درصد است و خطر سکته مغزی بیشتر از ۴۳ درصد افزایش می‌یابد. خبر خوب این است که یک مطالعه نشان می‌دهد با درمان بیماری خود می‌توانید خطر ابتلا به حمله قلبی و سکته مغزی را کاهش دهید. با دکتر خود در مورد خطر ابتلا به بیماری‌های قلبی و عروقی گفتگو کنید.

### افسردگی
پسوریازیس می‌تواند استرس‌های روحی روانی قابل توجهی برای بیمار، از جمله کاهش عزت نفس و بروز اختلالات خلقی، مثل افسردگی را افزایش دهد. بر طبق برخی تحقیقات، افرادی که مبتلا به آرتریت پسوریاتیک هستند احتمال بیشتری برای ابتلا به افسردگی نسبت به پسوریازیس به تنهایی دارند. مطالعات نشان می‌دهد که درمان پسوریازیس می‌تواند علائم افسردگی را کاهش دهد.

### دیابت
با توجه به مطالعات منتشره در سال ۲۰۱۲ میلادی افراد دارای مشکل پسوریازیس احتمال بالاتری برای مبتلا شدن به دیابت نوع ۲ را دارند. افراد مبتلا به پسوریازیس شدید به‌طور خاص، ۳۰ درصد بیشتر احتمال دارد به دیابت نوع ۲ مبتلا شوند. یک مطالعه اخیر نشان داد که دارویی به نام glucagon-like peptide-1 مورد استفاده در درمان دیابت نوع ۲ ممکن است به پسوریازیس کمک کند. اگر شما علائم دیابت نوع ۲، مانند افزایش تشنگی، گرسنگی، تاری دید یا خستگی را دارید، به دکتر خود بگویید.

### سایر شرایط
دیگر بیماری‌های همراه مرتبط با پسوریازیس شامل بیماری کرون، سندرم متابولیک، چاقی، پوکی استخوان، یووئیت، بیماری کبد چرب غیرالکلی و نارسایی مزمن کلیه هستند.

## همه‌گیرشناسی
تخمین زده می‌شود که پسوریازیس بر حدود ۲٪ از جمعیت جهان تأثیر می‌گذارد. نرخ پسوریازیس با توجه به سن، جنس، منطقه و قومیت متفاوت است. تصور می‌شود که ترکیبی از عوامل محیطی و ژنتیکی مسئول این تفاوت‌ها است. این می‌تواند در هر سنی رخ دهد، با وجود آن که اغلب برای اولین بار بین سنین ۱۵ و ۲۵ سال به نظر می‌رسد. تقریباً یک سوم از بیماران مبتلا به پسوریازیس اظهار داشته‌اند که قبل از سن ۲۰ سالگی تشخیص داده شده‌اند. پسوریازیس بر هر دو جنس به‌طور مساوی تأثیر می‌گذارد.
افراد مبتلا به بیماری التهابی روده مانند بیماری کرون یا کولیت اولسراتیو در معرض افزایش خطر ابتلا به پسوریازیس می‌باشند. پسوریازیس در کشورهای دورتر از خط استوا شایع‌تر است.
به نظر می‌رسد که پسوریازیس به‌خصوص در کشورهای اسکاندیناوی بیشترین شیوع را داشته تا ۶ درصد از جمعیت این نواحی ممکن است به پسوریازیس مبتلا باشند، درحالی‌که بر عکس در میان اسکیمو‌ها، ژاپنی‌ها و غرب آفریقا پسوریازیس بیماری نادری محسوب می‌شود.
اگرچه آمار دقیقی در مورد شیوع این بیماری در ایران وجود ندارد، اما باید گفت پسوریازیس در ایران جزو بیماری‌های شایع پوستی بوده و به نظر می‌رسد در شمال ایران حتی از شیوع بالاتری نیز برخوردار باشد.

## تاریخچه
محققان بر این باورند که پسوریازیس در میان شرایط پوستی مختلف با نام زارات (ترجمه به جذام) در کتاب مقدس عبری گنجانده شده‌است، یک وضعیت که به عنوان مجازات تهمت تحمیل شده‌است. بیمار مبتلا «نجس» (تیما و تاهارا را ببینید) تلقی و در نهایت توسط کوهن درمان می‌شده‌است. با این حال، بیشتر احتمال دارد که این سردرگمی برای استفاده از اصطلاح یونانی یکسان برای هر دو شرایط به وجود آمده باشد. یونانیان خوره (λεπρα) را مدتی برای شرایط فلس مانند پوست استفاده می‌کردند. آن‌ها psora را مدتی برای توصیف شرایط خارش پوست مورد استفاده قرار می‌دادند. آن در اواخر قرن ۱۸ به عنوان خورهٔ ویلن شناخته شد سپس متخصصین پوست انگلیسی رابرت ویلن و توماس بیتمن متوجه تفاوت آن از دیگر بیماری‌های پوستی می‌شوند. آن‌ها گفتند جذام به‌طور منظم، به صورت دایره‌ای از تکه‌های متمایز تشکیل شده، در حالی که پسوریازیس همیشه نامنظم است. ویلان دو دسته را از هم باز شناخت: graecorum leprosa و leprosa psora.
تصور می‌شود که پسوریازیس ابتدا از روم باستان توسط آلوس کورنلیوس سلسوس توصیف شده باشد. این بیماری برای اولین بار توسط پزشک انگلیسی توماس ویلن طبقه‌بندی شد. متخصص پوست انگلستان توماس بیتمن ارتباط احتمالی بین پسوریازیس و نشانه‌های آرتروز را در سال ۱۸۱۳ شرح داده‌است.
تاریخ پسوریازیس با درمان مشکوک و سمیت بالا همراه بوده‌است. در قرن ۱۸ و ۱۹، محلول فاولر، که شامل یک ترکیب آرسنیک سمی و سرطان‌زا بوده، توسط متخصصین پوست به عنوان یک درمان برای پسوریازیس مورد استفاده قرار گرفته‌است. جیوه نیز برای درمان پسوریازیس در طول این مدت استفاده شده‌است. گوگرد، ید و فنل نیز معمولاً برای درمان پسوریازیس در طول این دوره مورد استفاده قرار گرفت که به غلط اعتقاد بر این بود که پسوریازیس یک بیماری عفونی است. قطران زغال‌سنگ به‌طور گسترده‌ای با تابش نور ماوراء بنفش به عنوان یک روش درمان موضعی در سال‌های ۱۹۰۰ میلادی اولیه مورد استفاده قرار گرفت. در طول مدت زمان مشابه، موارد ورم مفاصل پسوریاتیک با آماده‌سازی طلا به صورت داخل وریدی تجویز شده، به همان شیوه‌ای که آرتریت روماتوئید تحت درمان قرار می‌گرفته‌است. همهٔ این‌ها با درمان‌های موضعی و سیستمیک مدرن جایگزین شده‌است.

### واژه‌شناسی
کلمه پسوریازیس از کلمه یونانی ψωρίασις، به معنی «شرایط خارش» یا «خارش داشتن» از psora، «خارش» و -iasis، «عمل، وضعیت» گرفته شده‌است.

## تحقیقات
نقش مقاومت به انسولین در پاتوژنز پسوریازیس در حال حاضر تحت بررسی است. تحقیقات اولیه نشان داده‌است که آنتی‌اکسیدان‌ها مانند پلی‌فنول‌ها ممکن است اثرات مفیدی در مشخصهٔ التهاب داشته باشند.
بسیاری از داروهای در دست تحقیق هدف Th۱۷/IL-۲۳ محور، به خصوص IL-23p۱۹ به عنوان بازدارنده در افزایش ضخامت ضایعات پوستی پسوریازیس است در حالی که کمک کمتری به محافظت در برابر عفونت‌های فرصت طلب می‌کند. سایر سایتوکاین‌ها مانند IL-۱۷ و IL-۲۲ نیز هدف بوده‌است برای مهار آن‌ها که نقش مهمی در پاتوژنز پسوریازیس بازی می‌کنند. یکی دیگر از پژوهش‌ها متمرکز بر روی استفاده از مهارکننده پروتئین کیناز برای درمان پسوریازیس است. داروهای خوراکی به عنوان جایگزین برای داروهای تزریقی مورد بررسی قرار گرفته‌است شامل مهارکننده ادم کیناز، مهارکننده‌های پروتئین کیناز C، مهارکننده‌های پروتئین کیناز فعال‌شده با میتوژن، و مهارکننده‌های فسفودی‌استراز-۴، همه آن‌ها در فازهای مختلف ۲ و ۳ آزمایش‌های بالینی مؤثر واقع شده‌است. با این حال، این عوامل اثرات جانبی بالقوه شدید به علت سازوکارهای سرکوب‌کنندهٔ دستگاه ایمنی دارد.

## وبگاه، انجمن، مشاهیر و شرکت‌ها
امروزه در مورد بسیاری از بیماری‌های مزمن، گروه‌های حمایتی وجود دارند که به مشکلات مختلف بیماران رسیدگی می‌کنند. این امر در مورد پسوریازیس نیز مصداق داشته و انجمن‌های مختلفی برای این بیماری وجود دارد که اغلب نیز توسط خود آن‌ها گردانده شده و از کمک و مشاوره پزشکان نیز استفاده می‌کنند. بیمار مبتلا به پسوریازیس از طریق اینترنت می‌تواند در هر کجای دنیا از اطلاعات و حمایت‌های این گروه‌ها استفاده کند. مهم‌ترین این گروه‌ها شاید فدراسیون بین‌المللی انجمن‌های پسوریازیس (IFPA) باشد که در واقع یک اجماع جهانی از انجمن‌هایی است که برای حمایت از بیماران مبتلا به پسوریازیس تشکیل شده‌اند و سالانه در یکی از کشورهای دنیا گردهمایی دارند. این فدراسیون انجمن‌های فعال در کشورهایی در سراسر دنیا را سازماندهی می‌کند؛ که البته هنوز انجمنی از ایران عضو آن نیست.
بنیاد ملی پسوریازیس آمریکا (psoriasis.org) یکی از این انجمن‌هاست که با هدف ارتقای آگاهی و کمک به درمان و تحقیقات برای پسوریازیس تأسیس شده‌است و از سال ۱۹۶۸ میلادی تاکنون کمک‌های شایانی به بیماران مبتلا به پسوریازیس کرده‌است.
سایت درمانی پسوریازیس (psoriasiscure.ir) با هدف کنترل بیماری پوستی پسوریازیس به معرفی و ارائه داروهای شناخته شده در این زمینه فعالیت می‌کند. از جمله فعالیت‌های این وبسایت اطلاع‌رسانی سریع و به روز از جدیدترین داروها و شیوه‌های درمان و کنترل بیماری پوستی پسوریازیس می‌باشد.
انجمن پسوریازیس ایران (پسوریازیس تاک) (psoriasistalk.ir) به عنوان اولین انجمن پسوریازیس ایران فعالیت خود را از سال ۱۳۹۰ آغاز و تا کنون با برگزاری گردهمایی‌های گوناکون گام بزرگی در این زمینه برداشته‌است.
جامعهٔ پسوریازیس ایران (صدفک) وبسایتی با هدف ارتقاء سطح آگاهی مبتلایان و دیگر قشرهای جامعه نسبت به بیماری پسوریازیس می‌باشد.
افراد مشهوری که پسوریازیس دارند عبارتند از: کیم کارداشیان و مادرش کریس جنر، کارا دلوین، لیان رایمز، جان لوویتز، جری مترز، استیسی لندن، آرت گارفانکل، کری‌دی انگلیش، الی راث، فیل میکلسون، جان آپدایک، دارا تورس ،سیندی لاپر
در ایران شرکت آریوژن داروی آلتبرل (اتانرسپت) و شرکت سیناژن داروی سینورا (آدالیمومب) را تولید می‌کند. همچنین داروسازی ابوریحان پماد موضعی پسوریابت (کلسیپوتریول + بتامتازون) را تولید می‌کند.